# Culinária da Finlândia

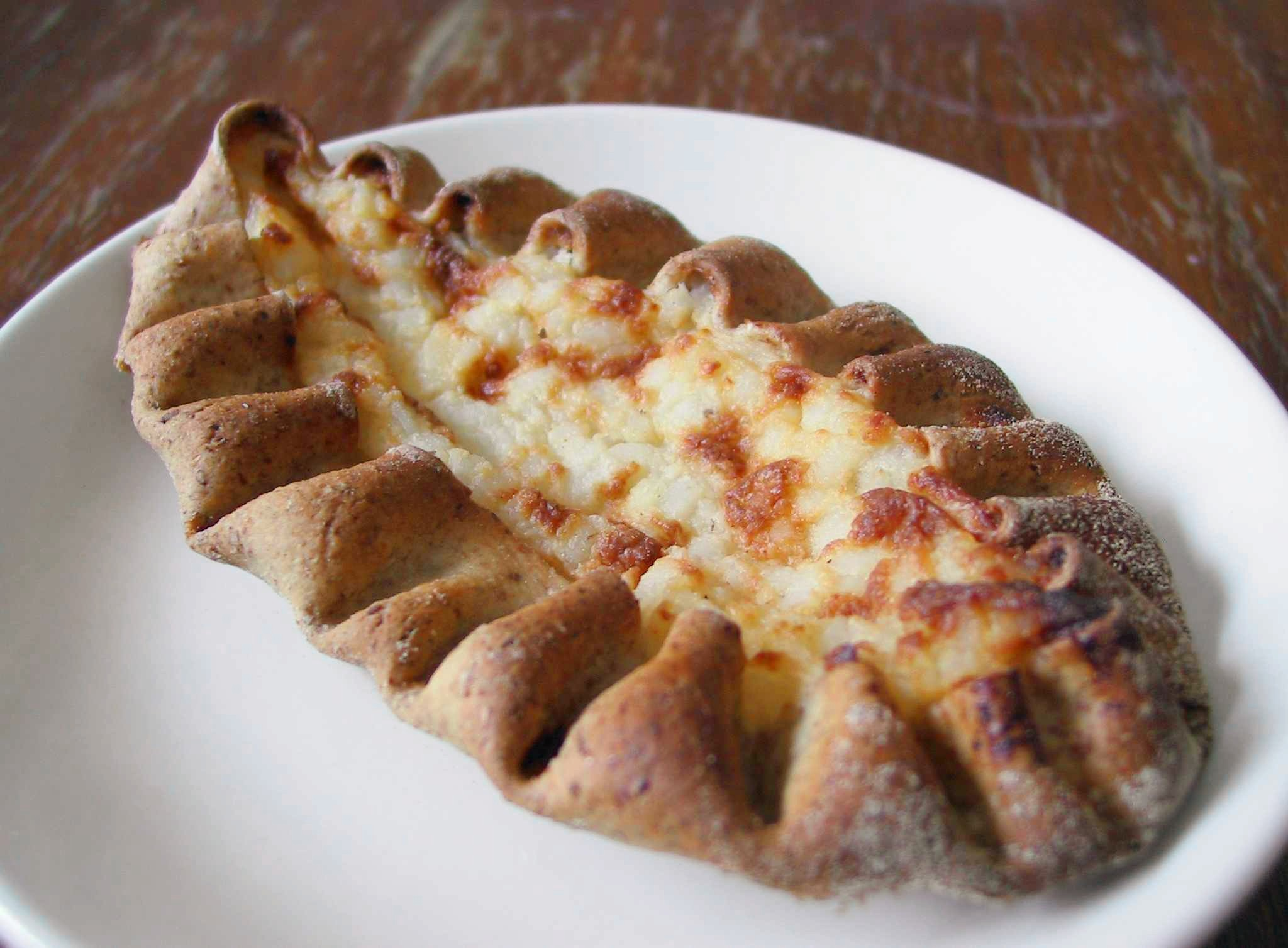
Pastel da Carélia (karjalanpiirakka): pastel tradicional feito com massa fina de centeio e recheado com arroz. Antes de serem consumidos, e enquanto quentes, são pincelados com manteiga, frequentemente misturada com ovo.

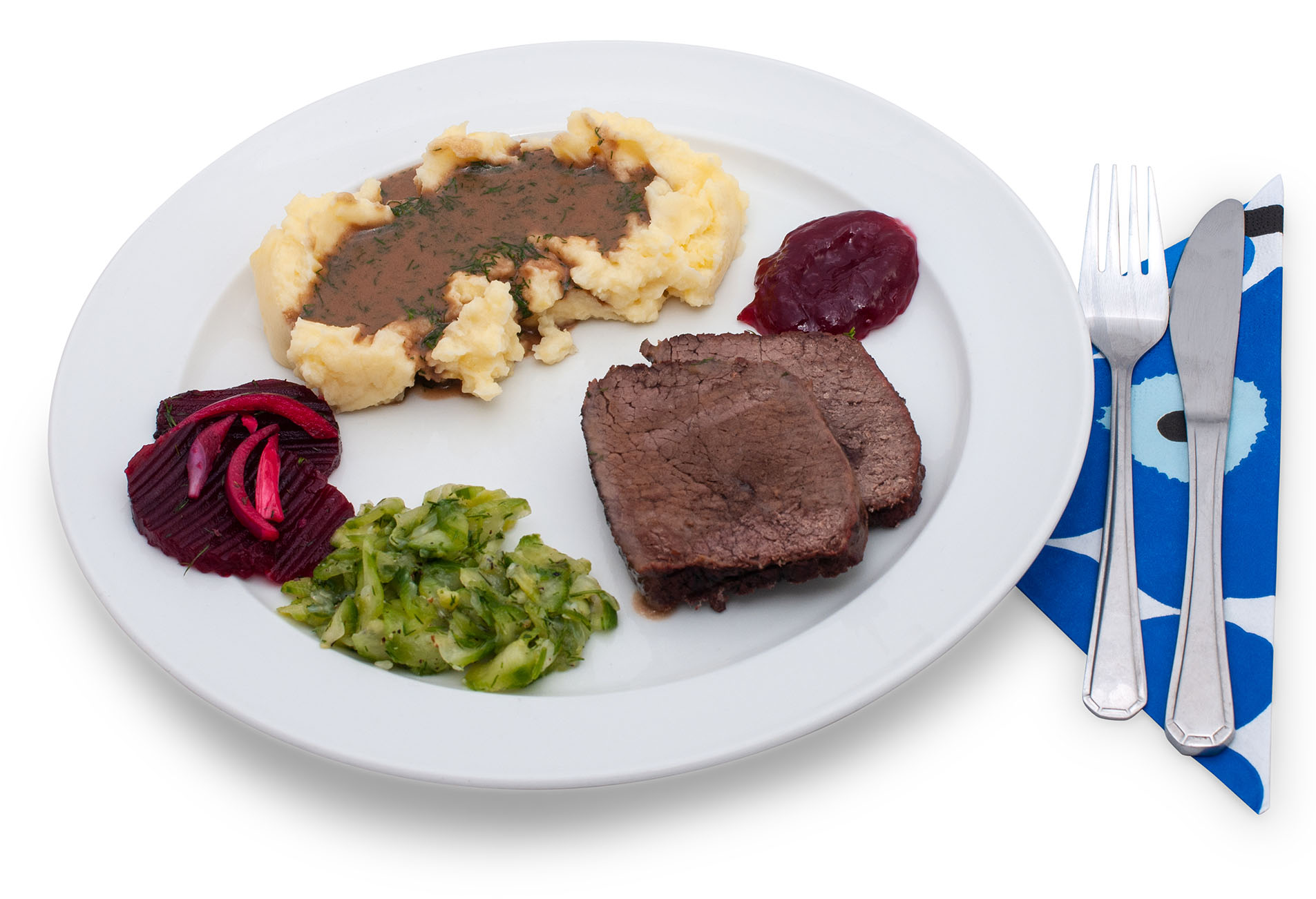
Hirvipaisti: carne de alce assada com puré e molho.

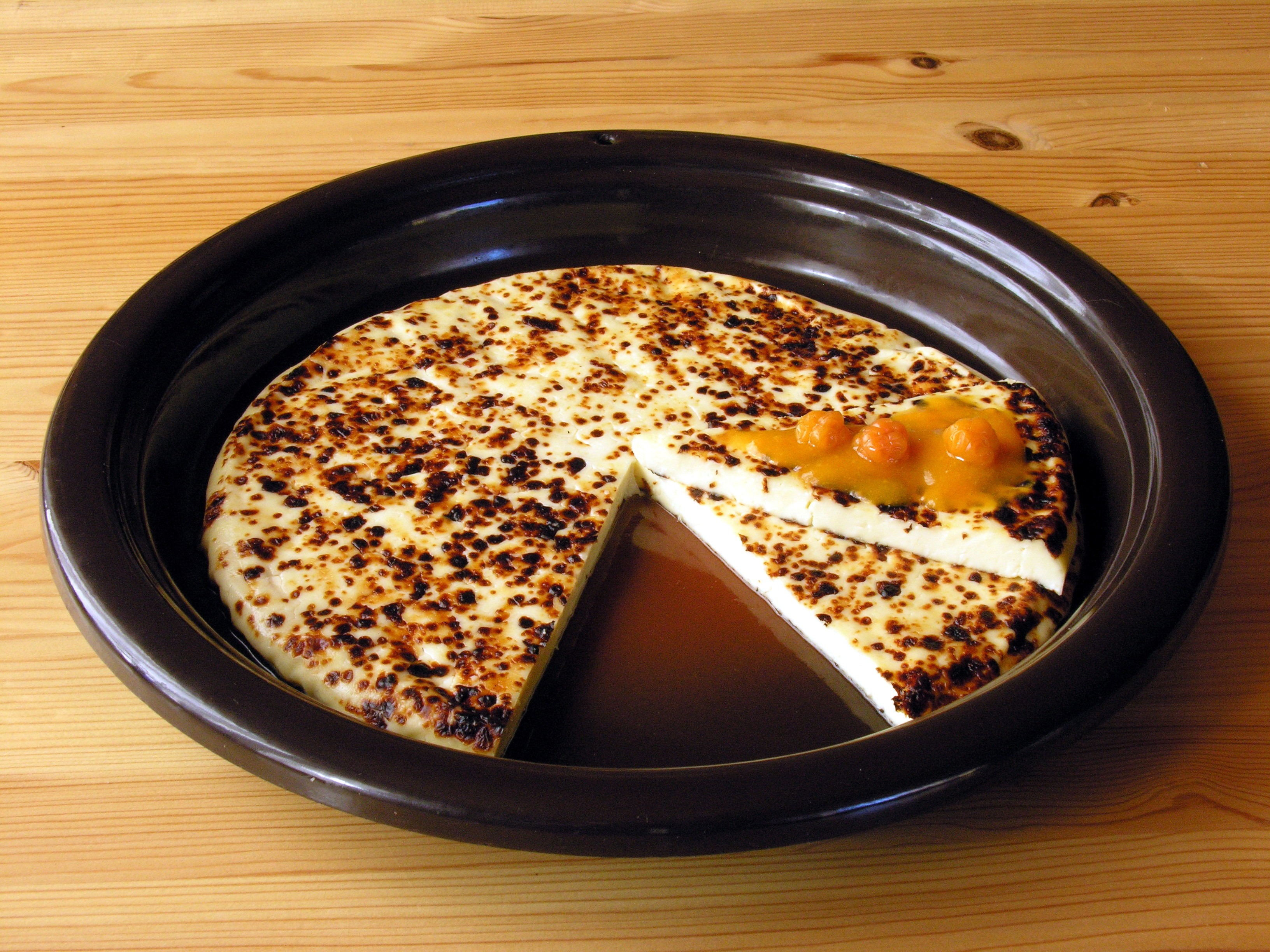
Leipäjuusto: um queijo finlandês.

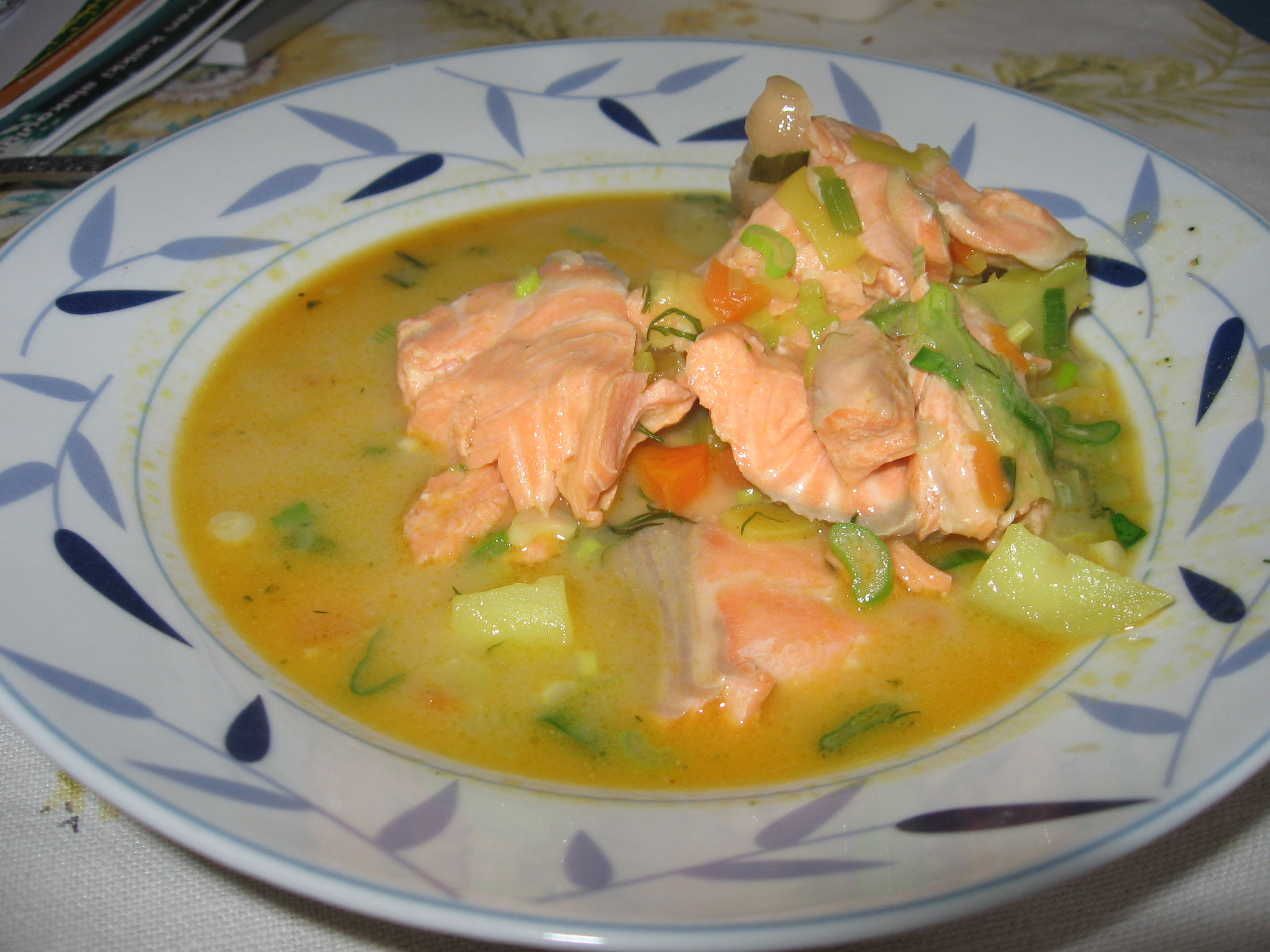
Lohikeitto: sopa de salmão.

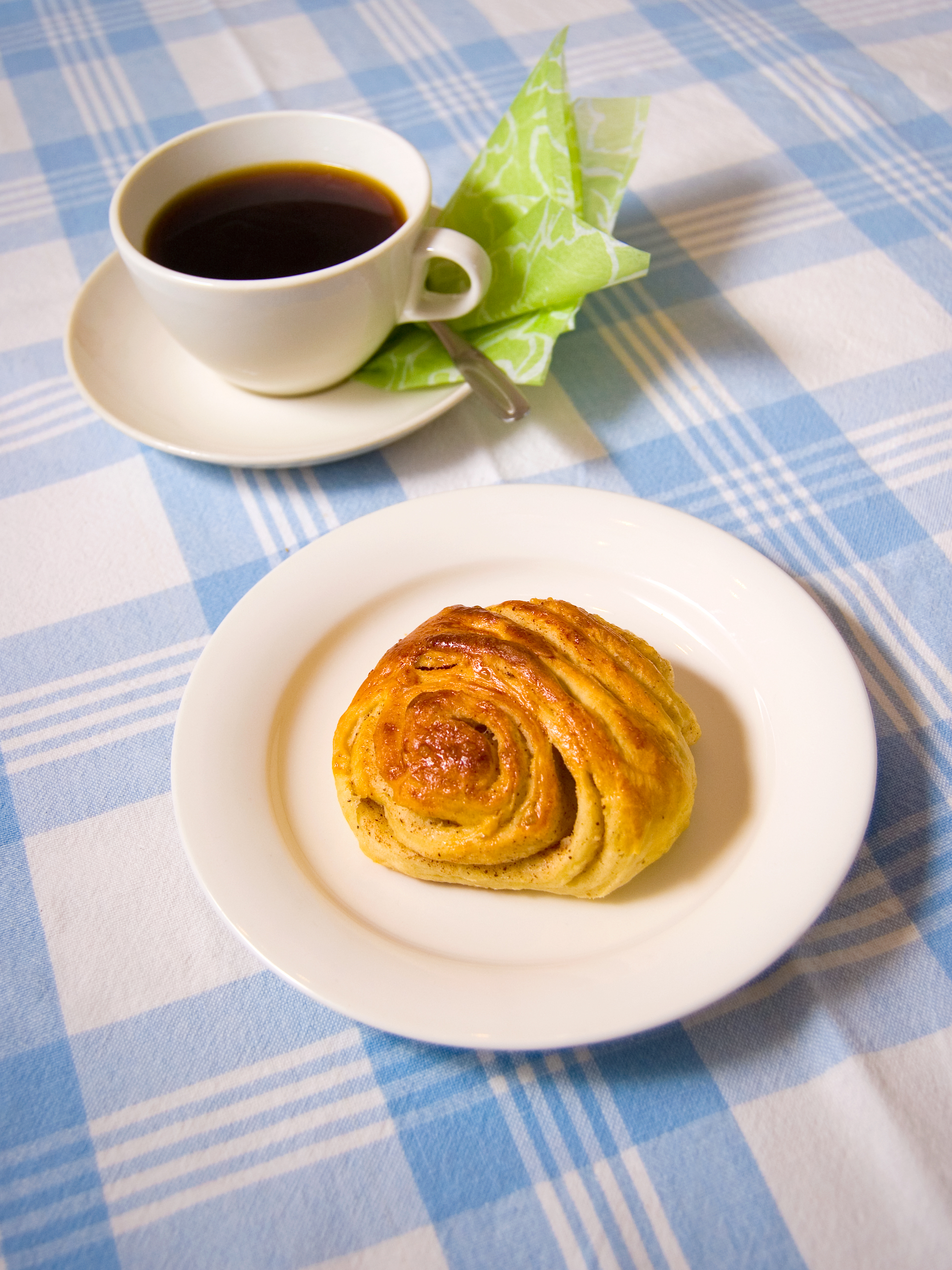
Korvapuusti: caracol de canela finlandês.

A culinária da Finlândia é notável por combinar geralmente pratos tradicionais e alta cozinha com preparação ao estilo europeu contemporâneo. O peixe e a carne têm um papel proeminente nos pratos tradicionais finlandeses da parte ocidental do país, enquanto os pratos da parte oriental tradicionalmente incluem vários vegetais e cogumelos. 
Os pratos finlandeses usam frequentemente produtos integrais (centeio, cevada, aveia) e bagas (mirtilo e arandos-vermelhos, e espinheiro cerval). O leite e os seus derivados como o leitelho são muito usados como alimento, bebida ou em várias receitas. Tradicionalmente, era comum o uso de vários tipos de nabos, mas estes foram substituídos pela batata após a sua introdução no século XVIII.

## Carne
O maksalaatikko é um dos pratos da mesa natalícia dos finlandeses, preparado no forno, com arroz e fígado ou carne de bovino, podendo ser acompanhado por molho de bagas silvestres.
No campo dos enchidos, é possível destacar a mustamakkara, uma morcela típica da região de Tampere.

## Peixe
Entre os pratos de peixe, é possível destacar o kalakukko, um pastel de peixe típico da região da Savônia.

## Sopas
Entre as sopas tradicionais finlandesas, contam-se a sopa de salmão, que inclui diversos derivados do leite, e a sopa de alce. No verão, é também muito apreciada a chamada kesäkeitto, uma sopa preparada com vegetais frescos e leite.
Na cidade de Oulu, no norte do país, é tradição consumir rössypottu, uma sopa preparada com com farinha de centeio, sangue e vegetais diversos.

## Queijos
Um dos queijos mais conhecidos da Finlândia é o chamado leipäjuusto, também conhecido como juustoleipä, um queijo de sabor suave, com a característica algo invulgar de chiar quando trincado.
É também popular o kotijuusto, um queijo caseiro preparado com soro de leite coalhado.

## Doces
O korvapuusti é um caracol de canela, considerado um elemento importante e omnipresente da cultura finlandesa. É consumido tradicionalmente com café.
A língua finlandesa dispõe da palavra pullakahvit para descrever a ação de tomar café com um bolo. Muitas vezes, o bolo a que se refere é um korvapuusti.
De entre os doces da Finlândia, é possível destacar o denominado pulla, que consiste num pão doce, servido em fatias com café ou chá. 
Destaca-se também o mämmi, um doce escuro preparado com centeio e melaço, consumido desde o século XIII.
O kermakku é bolo tradicional, esponjoso e leve, perfumado com especiarias.